# باتريس إنجل
باتريس لي إنجل (بالإنجليزية: Patrice Lee Engle)‏‏ (1 كانون الأول 1944 - 22 أيلول 2012) هي أخصائيّة تنمية نفسية، تعرفُ بأنَّها رائدةٌ في مجالِ تنميةِ الطُّفولةِ المُبكرة العالمية، وكما تعرف بِعَمَلِها الدَّوَلي في الدَّعوةِ لِتعليمِ الأطفال والرِّعايةِ الصّحيّة. كانت بروفيسورة في علم النّفس وتنمية الطّفل في جامعة بوليتكنيك كاليفورنيا الاتّحاديّة في سان لويس أوبيسبو.
شَغلت إنجل مَنصب كبيرة المستشارين في تنميةِ الطُّفولةِ المبكرة في صندوق الأمم المتحدة لتعليم الأطفال (اليونيسف) كما وأنها تُعَد مُؤَسِّسَة المجموعة العالمية لتنمية الطفل. قدمت إنجل مفهوم الحاصل النمائي، وهو مؤشرٌ رقميٌ لنمو الطّفل عبر مجموعةٍ من الكفاءاتِ النَّفسية والاجتماعية، كمقياسٍ حاسمٍ للدَّراسات الدُّولية لمسارات نمو الطفل.

## الجوائز
حَصَلت إنجل عَلى جائزةِ المساهماتِ الدُّولية المُتميزة في تَنمية الطَفل من جَمعيّة البَحث في تنمية الطفل (بالإنجليزية: SRCD) في عام 2011. وتكريما لها تمنح جمعية البحث في تنمية الطفل سنويا منحة أطروحة باتريس ل. إنجل لطلابِ الدّكتوراه المُهتمين بِالمهن فِي مَجالِ التّنمية المُبَكّرة العالَمية لِلأطفالِ ولِلطُّلاب الذينَ يَنتمونَ أَو يقومون بِالأبحاثِ فِي البلدانِ منخفضة أو مُتوسِّطة الدخل.
شَغَلت إنجل مَنصب أستاذ فَخري بِجامعةِ هونغ كونغ.

## السيرة الشخصية
ولِدَت باتريشيا لي إنجل في فيلادلفيا، بنسلفانيا في الأوّل مِن ديسمبر عام 1944. ولديها شقيقان: أختٌ توأم، سالي إنجل ميري، وأخوها الأَكبر روبرت فراي إنجل الثالث.
التحقت إنجل بكلية ويلسلي حيث أَكملت شهادتها الجامعية في علم النّفس. أكملت بعد ذلك درجة الدّكتوراه في تنمية الطّفل من جامعة ستانفورد. بعد التّخرج، قَضَت عامين في جامعة إلينوي في شيكاغو قبل أَن تنتقل إلى غواتيمالا للعمل في مَعهَد التًغذية لأمريكا الوسطى وبنما لمُدّة أربع سنوات. درست إنجل في غواتيمالا تأثيرَ عملِ الأم وترتيبات رعايةِ الأطفالِ على نمو الأطفال بدعم من منحة فولبرايت للأبحاث، مُوِّلت أعمال أخرى تركِّز على الأيتام والأطفال الضُّعفاء في أفريقيا جنوب الصّحراء الكبرى من قبل مؤسسة برنارد فان لير. كما ساعدت في قيادة سِلسلتي لانسيت حول تنميةِ الطّفولةِ المُبَكّرة في عامي 2007 و2011.
عَمِلت إنجل في جامعة بوليتكنيك كاليفورنيا الاتحادية في معظم حياتها المهنية, كما أَمضت عامينِ في الهند تعمل كرئيسة لتنمية الطّفل وتغذيته في اليونيسف, وشَغَلت لقب كبير مستشاري اليونيسف لمدة سبع سنوات. قادتها مشاريع أخرى إلى قضاءِ عام في جنيف- بسويسرا لتعمل لدى منظّمةِ الصِّحة العالمية وسنة في المعهدِ الدُّولي لبحوث السَياسات الغذائية في العاصمة واشنطن.
درست إنجل تمكينَ المرأة ولاحظت تأثير الآباء على نمو أطفالِهم، كما ودرست انتشار فيروسَ نقص المناعةِ البشرية والإيدز وهو في ذروته. بالإضافة إلى ذلك، درست نمو الطّفل وصحته, ووصل عمل إنجل إلى مستوى عالمي ووطني. كما وزادت من الفهم وقدّمَت إستراتيجيات لمعالجة فقر الأطفال والقضايا الصِّحيّة ذات الصّلة. نشرت الوعي من خلال السّفرِ الشّخصي ومساعدة الباحثين وكذلك المشاركة في الأبحاث التي أُجريت من خلال كتابة الكتب حول هذه القضايا.
تُوفيت إنجل بسرطان الرّئة في مدينة نيويورك في الثاني والعشرين من أيلول عام ألفين واثني عشر (22 أيلول 2012).

## الكتب
- Britto, P. R., Engle, P. L., & Super, C. M. (Eds.). (2013). Handbook of early childhood development research and its impact on global policy. Oxford University Press.[12]
- Pollitt, E., Gorman, K. S., Engle, P. L., Martorell, R., Rivera, J., Wachs, T. D., & Scrimshaw, N. S. (1993). Early supplementary feeding and cognition: Effects over two decades. Monographs of the Society for Research in Child Development, 58(7), i-118.[12]

## أمثلة على منشوراتها
- Engle, P. L. (1991). Maternal work and child‐care strategies in peri‐urban Guatemala: Nutritional effects. Child Development, 62(5), 954-965.[13]
- Engle, P. L. (1997). The role of men in families: Achieving gender equity and supporting children. Gender & Development, 5(2), 31-40.[14]
- Engle, P. L., & Black, M. M. (2008). The effect of poverty on child development and educational outcomes. Annals of the New York Academy of Sciences, 1136, 243-256.[15]
- Engle, P. L., Black, M. M., Behrman, J. R., De Mello, M. C., Gertler, P. J., Kapiriri, L.,... & International Child Development Steering Group. (2007). Strategies to avoid the loss of developmental potential in more than 200 million children in the developing world. The Lancet, 369(9557), 229-242.[16]
- Engle, P. L., Fernald, L. C., Alderman, H., Behrman, J., O'Gara, C., Yousafzai, A.,... & Iltus, S. (2011). Strategies for reducing inequalities and improving developmental outcomes for young children in low-income and middle-income countries. The Lancet, 378(9799), 1339-1353.[17]
- Engle, P. L., Menon, P., & Haddad, L. (1999). Care and nutrition: concepts and measurement. World Development, 27(8), 1309-1337.[17]

## الوصلات الخارجية
- Obituary, Patrice L. Engle, The Lancet
- Interview with Patrice. L. Engle, Cal Poly State University